# موژو
موژو (به فرانسوی: Megève) یک کمون در فرانسه است که در کانتون سالانچز واقع شده‌است.

## خصوصیات
مگوو ۴۴٫۱۱ کیلومترمربع مساحت و ۴٬۱۳۹ نفر جمعیت دارد و ۱٬۱۱۳ متر بالاتر از سطح دریا واقع شده‌است.